# بوستان، پیشین
بوستان (به انگلیسی: Bostan) یک منطقهٔ مسکونی در پاکستان است که در ایالت بلوچستان واقع شده‌است. بوستان ۱٬۵۹۳ متر بالاتر از سطح دریا واقع شده‌است.